# Gilbert O'Sullivan
Raymond Edward O'Sullivan (Waterford, 1 de diciembre de 1946), conocido como Gilbert O'Sullivan, es un cantante y compositor irlandés. Entre sus canciones más recordadas se encuentran sus éxitos de los setenta; «Alone Again (Naturally)», «Clair» y «Get Down». La revista Record Mirror en 1972 lo situó como el mejor cantante británico masculino.
Su pop calmado con sofisticados arreglos orquestales y soft-rock de fácil escucha conquistó a comienzos de los años 1970 las listas de ventas británicas con su meloso y elegante proceder melódico y su aguda capacidad como letrista.

## Primeros años
O'Sullivan nació en Waterford, Irlanda, siendo el segundo hijo de seis hermanos. Su familia decidió emigrar en 1953 a Swindon, ciudad perteneciente al condado Wiltshire, en Inglaterra. Allí, se formó en la escuela St Joseph's, en donde desarrolló su interés indeleble por la música y el arte. Luego en la academia de arte de Swindon, aprendió a tocar la guitarra y posteriormente el piano. Además, tocó la batería en una banda llamada Rick's Blues creada por Rick Davies (fundador de la banda de rock progresivo Supertramp). Otras bandas en las que participó mientras permaneció en la academia fueron The Doodles y The Prefects. Asimismo, Gilbert comenzó a componer canciones, siendo la primera "Ready Miss Steady".

## Carrera
Comenzó en 1967 con su sencillo debut "Disappear" y "What Can I Do" (1968) fue liberado por la CBS como una pequeña noticia. En este punto, Raymond O'Sullivan -no así Gilbert- fue utilizado solo como compositor y cantante prometedor en ciernes. Entra Gordon Mills, mánager de MOR y de las superestrellas Tom Jones y Engelbert Humperdinck, En 1969, O'Sullivan tiene un acercamiento con Mills y se inicia una relación de sus canciones por un año y la mitad del siguiente, uniendo ambos fuerzas. O'Sullivan y Mills trabajaron alegremente y su relación de trabajo era excelente, pero desafortunadamente, años más tarde terminaría en malas actitudes y litigios.
Ha lanzado cerca de 200 discos mundialmente (entre LP, EP, singles, CD y material descargable). En el año 2009 declaró en una entrevista: "Yo compongo canciones de pop. Fin de la historia. Eso es todo lo que quiero hacer. Y es todo lo que querré seguir haciendo. No tengo interés en hacer giras, y vivir en el pasado".
En 1970 logró el éxito con el primer sencillo “Nothing Rhymed”, un bonito tema con piano que le llevaría al puesto número 10 en el Reino Unido y que manifestaba con claridad la ascendencia del Paul McCartney más calmado en su escritura. Su siguiente número fue liberado en 1971 como "Underneath The Blanket Go" un número muy armonioso pero quedó fuera de los 30 números en las listas británicas. Se escuchó muy poco por radio porque era un tema muy duro. "Esto fue gradualmente construyendo hacia arriba", diría O'Sullivan de su ingreso inicial en las listas. "Nothing Rhymed" fue un hit, pero "Underneath The Blanket Go" no lo fue. 
La melodía exquisita y los arreglos orquestales junto a sus apariciones televisivas, en las cuales Gilbert aparecía con una extravagante estética, con pantalones cortos, jerséis con la letra G estampada y peinado a la taza, apuntalaron su fama en tierras británicas.

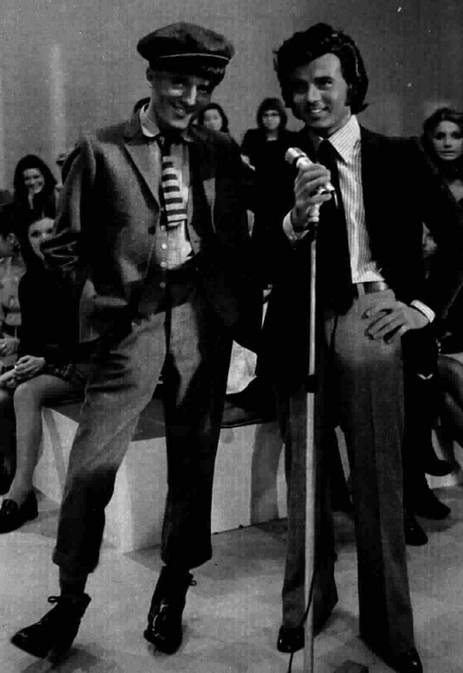
O'Sullivan (izquierda) en 1971.

En 1971 logró de nuevo estimables resultados comerciales con otra balada, “We will” (número 16), y con “No matter how I try” (número 5), pieza más animada con ecos de cabaret.
Ese año también apareció el sencillo “Underneath the blanket go” y el LP “Himself” (1971), álbum (número 15) producido por Mills en el que incluía “Matrimony”, uno de los temas más populares de su carrera.
Triunfal en el Reino Unido, O’Sullivan alcanzó el éxito internacional en 1972 cuando el tema, (todo un clásico de la época), “Alone again (Naturally)”, llegó al número 3 en el Reino Unido y al número 1 en los Estados Unidos, de acuerdo a la lista de Billboard, así como "Canción del Año" en varios países de todo el planeta. Esta canción hizo que O'Sullivan fuera conocido en ambos lados del Atlántico. Una melancólica mirada a desaparición y pérdida. Liberada a mediados de 1972 llegó muy rápido al número uno de la lista Billboard de Estados Unidos y ocupando el´número 3 en las listas británicas. Solo en los Estados Unidos, el sencillo vendió más de dos millones de copias. Quizá Alone Again (Naturally) probablemente permancerá como su mejor canción conocida en los Estados Unidos. "Es solo una canción. Cuando fue grabada, nadie diría que esta melodía fuera a cambiar el mundo", diría posteriormente O'Sullivan.
En esa época Gilbert ya no llevó el "jersey" con la G, los pantalones cortos y el peinado a la taza y cambió su imagen adoptando una estética más elegante y más madura.
Su segundo LP, “Back to front” (1972), proveyó a O'Sullivan de sencillos que llegaron a posiciones altas de las listas, dado que alcanzó el número 1 en el Reino Unido gracias a otro número uno mundial, “Clair”, canción dedicada a la hija pequeña de Gordon Mills, llegando al número 2 de las listas de Billboard en los Estados Unidos. 
Antes que este sencillo el cantautor irlandés había editado “Ooh-Wakka-Doo-Wakka-Day” (número 10 en Inglaterra) en 1972.
El pegadizo tema “Get down” se convirtió en otro de sus clásicos que llegó al número 1 en el Reino Unido y al número 7 en los Estados Unidos. Su agresivo sonido del piano era interpretado por Elton John y T. Rex La melodía le dio a O'Sullivan otro hit internacional llegando al número uno en el Reino Unido y número siete en Estados Unidos.
A partir de 1973 y aunque sus temas eran fácilmente escuchables en las radios de todo el mundo su fortuna comercial no sería tan prominente como la disfrutada en estos tres primeros años de su carrera. A pesar de todo grabó discos de calidad como “I’m a writer, not a fighter” (1973) y sencillos como “Ooh Baby”, número 18 en el Reino Unido y número 25 en Estados Unidos. Mientras la canción proveía y estaba cercana el final de la década de los 70's el hit seguía enrachado en América. O'Sullivan continuaría teniendo buen desempeño en las listas británicas hasta el final de la década. “Why, oh why oh why” (número 6), "Happiness Is Me And You" (número 19), "Christmas Song" (número 12) y "I Don't Love You But I Think I Like You" (número 14), hits que lo respaldaron durante ese período.
Lo que al principio eran sonrisas, abrazos y apretones de manos entre Gilbert y Mills terminó convirtiéndose con el tiempo, como suele pasar frecuentemente, en zancadillas y malos modos. Tras el LP “Stranger in my own backyard” (1975), ambos rompieron relaciones y dieron inicio a un largo período judicial por impago de royalties (regalías).
En ese momento O’Sullivan, que llegó a colaborar con Graham Gouldman, dejó MAM para comenzar a grabar sin demasiada fortuna en CBS discos como “Off Centre” (1980) y “Life & Rhymes” (1982).
Uno de sus últimos singles más importantes, grabado en 1980, fue “What’s in a kiss”, con el que logró resucitar durante un breve período su pasada gloria comercial. Fue un Top 20 en el Reino Unido, un hit que se perdió en un inicio en los Estados Unidos en lo que corresponde a Música Contemporánea. Regresó con Life&Rhymes en 1982 con CBS quienes decidieron no liberarlo en América. Frustrado por esta decisión O'Sullivan dejó de grabar por un buen tiempo.
Tras estos trabajos a mediados de los años 80 se encontró envuelto en una demanda con la Organización MAM por no haber cumplimiento en el pago de regalías y liberación de material. Después de cinco años de litigio, O'Sullivan ganó el control de sus canciones y de todos los masters originales de sus grabaciones. Se cambió a Jersey en las Channel Islands con su esposa noruega Aesa y en adelante centró su carrera preferentemente en actuaciones en vivo, en donde solazaba a sus seguidores con sus grandes éxitos. Posteriormente regresó sin la resonancia de antaño al estudio para seguir grabando nuevas canciones.
Al final de la década, Gilbert O'Sullivan emergió aisladamente. In the Key of "G" apareció en el Reino Unido bajo el sello discográfico Dover/Chrysalis en 1990. Bajo el apodo de "Goss" llegando al número 74 de las listas británicas con el sencillo bailable "So What". Regresó a la década después con varios números liberados en CD de sus grabaciones de la década de los 70's incluyendo una caja de hits de sus primeros cinco álbumes para Toshiba/EMI en Japón.
Gilbert O'Sullivan refleja en sus canciones frecuentemente un toque anacrónico, debido a que él ha retenido su encanto. Su sensibilidad algo pasada de moda y su ingenio en sus melodías lo han colocado como un gran compositor e intérprete sustancial de su estilo.

## Vida personal
En 1980, O'Sullivan se casó con su novia noruega, Aase. Más tarde, el primero de sus dos hijos nació ese año.